# Ob (ville)
Pour les articles homonymes, voir OB.
Ob (en russe : Обь) est une ville de l'oblast de Novossibirsk, en Russie. Sa population s'élevait à 26 792 habitants en 2013.

## Géographie
Ob est située à 17 km à l'ouest de Novossibirsk et à 2 803 km à l'est de Moscou.

## Histoire
La localité a d'abord été connue sous le nom de Tolmatchiovo et fut renommée Ob en 1934. Elle accéda au statut de commune urbaine en 1947 et à celui de ville en 1969.
Ob se trouve sur le chemin de fer Transsibérien, au kilomètre 3319 depuis Moscou et s'est développée autour de la gare. L'aéroport international de Novossibirsk Tolmatchiovo, mis en service en 1957, se trouve sur son territoire.

## Population
Recensements (*) ou estimations de la population
| 1959*  | 1970*  | 1979*  | 1989*  |
| ------ | ------ | ------ | ------ |
| 14 915 | 21 948 | 24 399 | 25 014 |

| 2002*  | 2010*  | 2012   | 2013   |
| ------ | ------ | ------ | ------ |
| 24 473 | 25 382 | 26 070 | 26 792 |